# Aurélie Saada
Pour les articles homonymes, voir Saada.
« Mayane » redirige ici. Pour l'actrice et danseuse née en 2004, voir [[:Mayane (prénom)]] et Mayane-Sarah El Baze.
Aurélie Saada, née le 4 août 1978 à Paris 10e, est une auteure-compositrice-interprète, réalisatrice et actrice française.
Elle est également connue sous les pseudonymes Mayane Delem ou simplement Mayane, ainsi que les noms Mayane Maggiori ou Aurélie Maggiori lors de son mariage avec Mark Maggiori. Elle constitue le groupe Brigitte avec Sylvie Hoarau. Le duo remporte le prix « Groupe ou artiste révélation scène » aux Victoires de la musique 2012.

## Biographie
Née à Paris 10e, le 4 août 1978, dans une famille « sans maison de famille, ni rien du tout », de parents tunisiens de confession juive, Aurélie Saada découvre la musique grâce à sa mère, psychanalyste, qui lui fait écouter Led Zeppelin ou Les Beatles. Adolescente, elle chante dans le piano-bar (le Bang-Bar) de son oncle, Jean Luc Bitbol, les titres d'Elton John, de Stevie Wonder ou de Prince. À 16 ans, bachelière inscrite en droit, elle fait partie du groupe yiddish Adama. Elle suit les cours de l'école Sudden Théâtre de Raymond Acquaviva mais aussi à la Classe libre du Cours Florent. En 1995, elle joue dans le court métrage Rien ne va plus, de Daniel Cotard.
En 1996, elle joue pendant trois mois au Bataclan dans la comédie musicale Mayflower d'Éric Charden et Jean-Claude Petit. L'année suivante, elle chante en duo avec Renaud Hantson le titre Chasseur solitaire sur l'EP du chanteur pour la promotion de la chanson En partance. Ce titre est également gravé sur l'album de 1997 Seulement humain de Renaud Hantson ainsi que pour sa réédition en 2006,. Elle apparaît sur la bande originale du film de 1998 Les Kidnappeurs. Elle y chante Mauvaise herbe. À partir du 12 février 1999 au Bataclan, Aurélie Saada tient le rôle de La Colonel dans Mégalopolis. Ce spectacle, créé d'après une œuvre originale de 1972 d’Herbert Pagani, est signé Herbert Pagani, sur une mise en scène de Bernard Bitan et sous la direction musicale de Nellu Cohn. La jeune interprète est sur scène aux côtés de Francis Lalanne, Dominique Guillo, Veronica Antico, Fabrice de La Villehervé ou Cachou. Un album en est extrait. Au théâtre, elle joue Les Trois Sœurs d'Anton Tchekhov en 1999 ou Becket ou l'Honneur de Dieu de Jean Anouilh en 2001.
Aurélie Saada s'initie en 2000 à la guitare avec son futur mari, Mark Maggiori. Ils ont deux enfants, Shalom et Scarlett.
À la télévision, elle tourne dans des téléfilms et fonde le collectif Les Quiches avec les sept autres acteurs Benoît Pétré, Déborah Saïag, Isabelle Vitari, Mika Tard, Morgan Perez, Alexandre Brik et Vanessa Pivain. Ils se rencontrent en 1999 au Sudden Théâtre. Elle y est scénariste et actrice. À l'image des Deschiens ou des Nuls, leur collaboration traite de l'humour absurde. Après deux courts-métrages réalisés avec peu de moyens, le groupe crée Quiche Production en 2001. Ils réalisent 45 courts-métrages et reçoivent une demi-douzaine de récompenses.
En 2001, elle est signée à 23 ans chez le label Delabel sous le nom Mayane Delem. En hébreu, mayane signifie « la source », celle des eaux souterraines qui jaillissent à la surface. Un premier single sort dans les bacs, suivi par son premier album. Porté par le single Je pars avec toi, qui se classe no 55 en France, son album d’influence pop rock paraît le 25 août 2003.
En 2003, Mayane Delem se fait également connaître à travers le film de Marc Esposito Le Cœur des hommes où celui-ci lui demande de composer une version anglaise d'un de ses morceaux Le jour se lève. Il en résulte le titre Rising day sur la BO du film. Mayane joue également sous la direction de Marc Esposito dans Toute la beauté du monde en 2006.
Elle interprète en 2004 le titre The Locomotion qui paraît sous le label Columbia Records. Il s'agit de la musique originale de la publicité pour le scooter Peugeot ludix. Elle continue de participer activement au collectif Les Quiches. En 2005, ils sortent le long métrage Foon. La même année, la série télévisée Allo quiche se présente sous forme de 17 sketches d’une durée de 3 à 3 min 30 s diffusés sur Canal+ en clair de septembre 2005 à janvier 2006. La série Enterrement de vie de jeune fille, du même groupe, suit la même veine en 2006.
En 2006 et 2007, Mayane Delem travaille souvent avec Pierre Guimard. Il en sort entre autres un duo On tourne autour sur l'album de celui-ci et l'écriture de titres sur le disque suivant de Mayane. Celui-ci sort en septembre 2006 sous le label Rue Stendhal. La galette Petites chansons domestiques dans ma chambre de disques est un album autoproduit. Elle décide d’abandonner le patronyme de Delem pour s’appeler uniquement Mayane. Déjà, elle collabore avec Vendetta pour les titres Tout va bien, Poupée de chiffon, Manon des fêtes. L'enregistrement s'étale sur une petite année. Mélanie Laurent et Julien Boisselier participent au clip Poupée de chiffon de cet album.
Au milieu de l'année 2007, elle crée avec Sylvie Hoarau le duo Brigitte.
Elle est choriste en 2007 sur le titre Sortir de l'ombre de Koxie sur l'album homonyme. La même année, elle interprète le rôle de Judith Merrien dans Les riches reprennent confiance de Louis-Charles Sirjacq au Théâtre de Poche Montparnasse et en tournée. La pièce reçoit le Prix théâtre 2007 de la Fondation Diane et est citée pour deux nominations aux Molières 2008. Elle tient le rôle de Julia dans la série de 2008 Doom-doom, et joue dans le long métrage Les Enfants de Timpelbach de Nicolas Bary.
En 2012, elle divorce de Mark Maggiori avec lequel elle a eu deux filles, Shalom et Scarlett. Et reprend son nom de jeune fille. Elle signe le texte en 2015 du titre L'Amour me fusille sur l'album De l'amour de Johnny Hallyday. Aurélie Saada signe ensuite le texte en 2016 du single Madame Tout le monde sur l'album Patricia Kaas de l'artiste homonyme.
Depuis 2014, elle est également réalisatrice de clips vidéos et de publicités.
En février 2021, Le groupe Brigitte annonce sa séparation,.
La même année, elle est auteure, compositeur et réalisatrice de Rose avec Françoise Fabian dans le rôle-titre. Le film est nommé au Festival international du film de Saint-Jean-de-Luz dans la catégorie meilleur film Grand Prix et gagne le prix Variety Piazza Grande Award (it) au Festival international du film de Locarno,,.
En octobre 2022, Aurélie Saada sort son premier album solo après la période Brigitte : Bomboloni du nom d'un beignet italien au centre des fêtes tunisiennes. Il contient onze titres d'influence folk et soul, inspirés par les années 1960 et 1970.
Elle participe le 12 novembre 2023 sur France 2, à l'émission « un dimanche à la campagne » où elle évoque avec émotion son parcours de vie.

## Filmographie

### Actrice
Sauf indication contraire, les informations mentionnées dans cette section peuvent être confirmées par les bases de données cinématographiques IMDb et Allociné,  présentes dans la section « Liens externes ».

#### Cinéma
- 1995 : Rien ne va plus (court métrage)
- 1997 : La Vérité si je mens ! de Thomas Gilou : l'accompagnatrice de Maurice en boîte de nuit
- 2005 : Foon de Benoît Pétré, Deborah Saïag, Mika Tard et Isabelle Vitari : Cindy Pam
- 2006 : Toute la beauté du monde de Marc Esposito : Mayane
- 2007 : Molière de Laurent Tirard : une précieuse
- 2007 : J'ai plein de projets de Karim Adda (court métrage)
- 2008 : Les Enfants de Timpelbach de Nicolas Bary : Mme Hak
- 2008 : Leur morale... et la nôtre de Florence Quentin : Jennifer, une caissière

#### Télévision
- 1999 : Un bonheur si fragile de Jacques Otmezguine : Raphaëlle
- 2001 : Commissaire Moulin (série télévisée, épisode Un flic sous influence) de Gilles Béhat : Rachel
- 2002 : Police District (série télévisée)[réf. nécessaire]
- 2002 : Duelles (série télévisée, épisode Secret meurtrier) : Mathilde
- 2006 : Enterrement de vie de jeune fille (série télévisée) : Gwen
- 2008 : Doom-doom : Julia

#### Théâtre
- 2024 : Personne d'autre, mise en scène Daniel Benoin, Théâtre Anthéa[26]

### Réalisatrice

#### Publicités
- 2012 : Vogue Eyewear - La poudrière[27]
- 2012 : Be Magazine[28]
- 2013 : Swarovski x Alexis Mabille[29]
- 2013 : La Halle[30]
- 2013 : Dior One Essential – Avion / Terrasse / Taxi[31]

#### Clips musicaux
- 2014 : À bouche que veux-tu de Brigitte
- 2015 : J'sais pas de Brigitte
- 2015 : Hier encore de Brigitte
- 2016 : L'échappée belle de Brigitte
- 2016 : Les hommes à la mer de Séverin
- 2017 : Palladium de Brigitte
- 2018 : Sauver ma peau de Brigitte

#### Long métrage
- 2021 : Rose[32]

## Distinctions
- Chevalière de l'ordre des Arts et des Lettres (2015)